# 海因里希·哈勒
海因里希·哈勒（1912年7月6日—2006年1月7日）是一名奥地利登山运动员、运动员、地理学家、作家。他於1938年與其他三人首次從瑞士艾格峰陡峭崎嶇的北壁登頂。在印度喜馬拉雅山探險期間，哈勒和他的團隊因第二次世界大戰爆發而被英國軍隊逮捕，他逃到了西藏，在那裡一直待到1951年，從未參加過任何戰鬥。 他寫了《西藏七年》（1952 年）和《白蜘蛛》（1959 年）等書。

## 參與納粹
1996年，奧地利廣播集團編輯兼電影製作人傑拉爾德·雷納（記者）(Gerald Lehner)在美國檔案中發現了哈勒的納粹黨員卡，他於1933年10月加入了沖鋒隊(SA)。1938年3月德奧合併後，隨著德國吞併奧地利，他於4月1日加入了黨衞隊(SS)。他擁有 Oberscharführer（中士）軍銜，並於5月1日成為納粹黨成員。 在攀登艾格峰北壁後，四名登山者受到阿道夫·希特勒的接見並合影。哈勒後來說，他只穿過一次黨衛軍制服，是在與著名探險家和學者阿尔弗雷德·魏格纳的女兒夏洛特·韋格納結婚的那天。 1952 年返回歐洲後，哈勒被洗清了所有戰前罪行，這一點後來得到了西蒙·维森塔尔 (Simon Wiesenthal) 的支持。 哈勒在他的回憶錄《西藏七年之後》(Beyond Seven Years in Tibet)中稱，他參與納粹黨是他年輕時犯下的一個錯誤，當時他還沒有學會獨立思考。

## 在印度的拘留
1939年，哈勒加入了彼得·奧夫施奈特 (Peter Aufschnaiter) 帶領的四人探險隊，前往南迦帕爾巴特峰的迪亞米爾岩壁，目的是尋找一條更容易到達頂峰的路線。 在得出結論認為該山面可行後，四名登山者於八月底在英属印度卡拉奇等待貨輪將他們帶回家。 哈勒、路德維希和漢斯·洛本霍夫的船姍姍來遲，他們試圖到達波斯（伊朗），但在卡拉奇西北幾百公里處，他們被英國士兵當作敵國外國人逮捕，並被護送回奧夫施奈特曾停留的卡拉奇。 兩天后，宣戰，1939 年 9 月 3 日，所有人都被關在鐵絲網後面，準備轉移到孟買附近艾哈迈德讷格尔的拘留營。 他們考慮逃到葡屬果阿，但當進一步轉移到台拉登與其他 1000 名敵方外國人一起被拘留數年時，他們發現西藏更有希望，最終目標是日本在緬甸或中國的前線。
奧夫施奈特和哈勒多次逃脫並再次被捕，最後才最終成功。 1944 年4 月29 日，哈勒和其他六人，包括羅爾夫·馬格納(Rolf Magener) 和海因斯·馮·哈夫(Heins von Have)（偽裝成英國軍官）、奧夫施奈特(Aufschnaiter)、薩爾斯堡人布魯諾·特雷佩爾(Bruno Treipel)（又名特雷普爾）以及柏林人漢斯·科普(Hans Kopp) 和薩特勒(Sattler)（偽裝成印度本土工人），步行出了拘留營地。 馬格納和馮·哈夫乘火車前往加爾各答，並從那裡找到了前往緬甸的日本佔領軍的路。

## 最後幾年

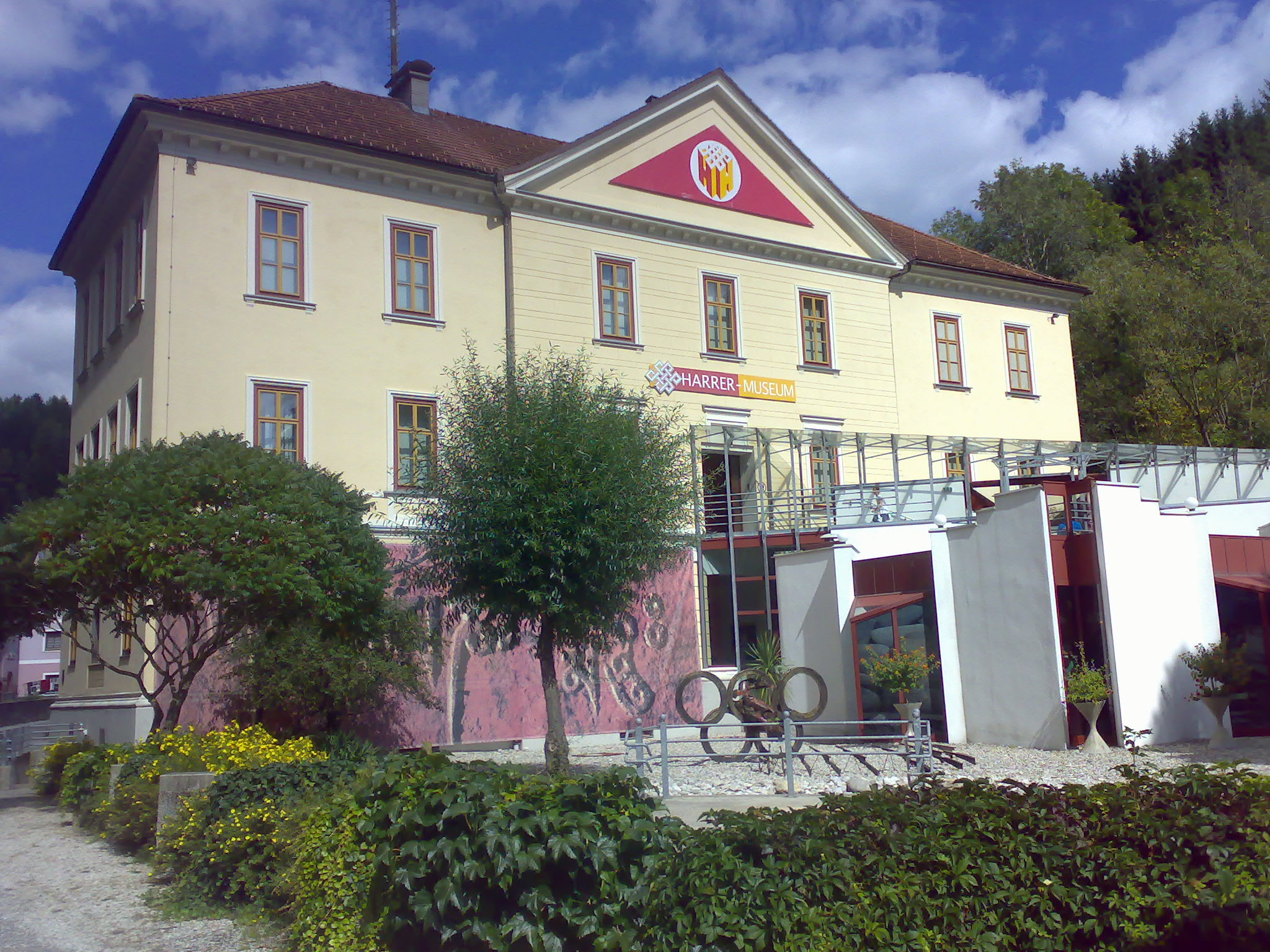
奧地利許滕貝格的海因里希·哈勒博物館 (Heinrich Harrer Museum).

1980年代初，他再次訪問西藏，並撰寫了《西藏七年》的續集，題為《重返西藏：中國佔領後的西藏》。

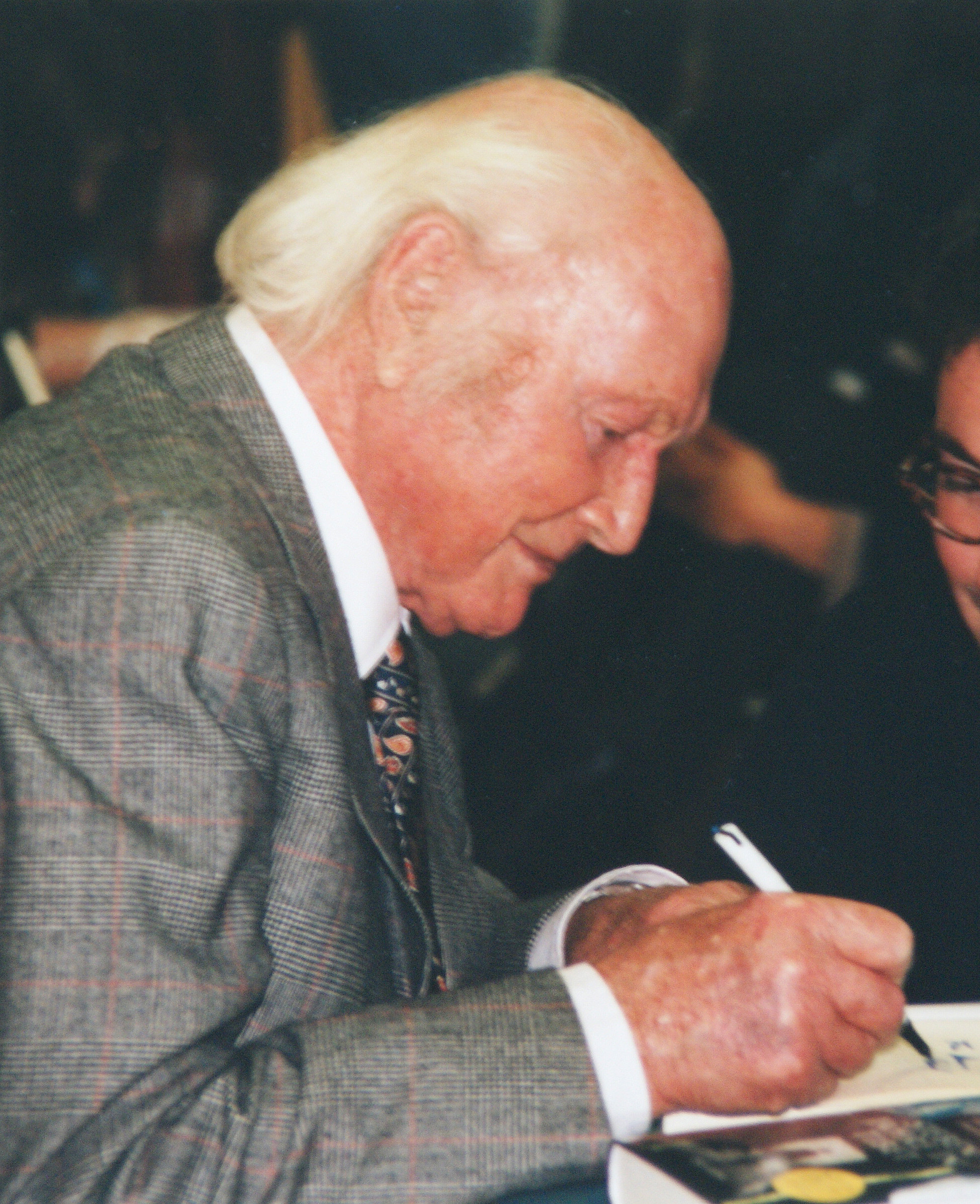
哈勒, 1997年

他後來在 2007年寫了英文自傳《西藏七年之後》。他製作了大約 40 部紀錄片，並在奧地利許滕貝格創立了專門展示西藏的海因里希·哈勒博物館(Heinrich Harrer Museum)。
2002年，第十四世達賴喇嘛代表國際聲援西藏運動親自頒發真理之光獎給他，表揚他努力使西藏局勢引起國際關注。